# 刘铭传旧居
刘铭传旧居，位于中国安徽省合肥市肥西县大潜山北麓2公里处，始建于清代同治七年（1868年），为清代淮军将领庄园之一。刘铭传旧居为现存唯一的刘铭传旧居地。光绪十七年（1891年），刘铭传因病离任台湾巡抚，返乡后居住于此地。后经由国家文物局和肥西县共同出资进行修缮。并在2006年被定为中華人民共和國第六批全国重点文物保护单位。